# Asilidae
Gli Asilidi (Asilidae Latreille, 1802) sono una vasta famiglia di insetti dell'ordine dei ditteri (Brachycera: Muscomorpha) che comprende circa 7.000 specie, diffuse in tutto il mondo. Il gruppo, insieme ai Bombyliidae e ai Therevidae, è il più rappresentativo della superfamiglia degli Asiloidea ed è uno dei più importanti nell'ambito dei Brachiceri inferiori.
Gli Asilidi sono insetti predatori, sia allo stadio giovanile sia allo stadio adulto, e si nutrono di piccoli artropodi, principalmente altri insetti. Malgrado siano presenti, fra i Ditteri, altri gruppi sistematici comprendenti forme predatrici allo stadio adulto, gli Asilidi sono forse i più rappresentativi, per numero di specie, per uniformità di comportamento trofico e per grado di aggressività, al punto di meritarsi il nome comune, in inglese, di robber flies ("mosche predatrici", "mosche predone"). In virtù dell'ampia diffusione, della spiccata biodiversità e della notevole attività, questa famiglia ricopre un ruolo rilevante sulla stabilità ecologica delle entomofaune.

## Descrizione

### Adulto
Gli adulti sono in genere di medie o grandi dimensioni, con corpo in media lungo 1-1,5 cm ma con una gamma di variabilità, nell'ambito della famiglia, che va dai 3 mm fino ad oltre 5 cm di lunghezza. La sagoma è generalmente allungata, per la particolare conformazione dell'addome, tuttavia vi sono pure specie dal profilo più o meno contratto. Il tegumento ricoperto da una fitta peluria, in particolare sul capo e sul torace e le livree sono spesso vistose, con colori variabili dal bruno al nero, al grigio, in genere in contrasto con altri colori come il rosso e il giallo. Frequente è l'aposematismo, con l'imitazione della livrea degli Imenotteri.
Il capo è libero e mobile, dicoptico in entrambi i sessi, provvisto di tre ocelli posizionati in una caratteristica depressione cervicale formata dall'elevazione dei margini dorsali degli occhi composti; questa caratteristica, ben visibile alla vista frontale, è una peculiarità morfologica degli Asilidi. Gli occhi sono ben sviluppati in entrambi i sessi e disposti ai lati del capo. La regione occipitale presenta una o più file di setole allineate subito dietro il margine posteriore degli occhi. La regione facciale ha generalmente un profilo convesso o una vera e propria gibbosità con un caratteristico denso fascio di setole, detto mystax dagli Autori anglosassoni. Altre setole sono disposte sul tubercolo ocellare.
Le antenne sono di tipo aristato, composte in genere da 5 articoli, a volte da 3-4, in funzione della struttura dello stilo. Lo scapo e il pedicello sono generalmente pelosi e relativamente brevi; il terzo segmento (o primo flagellomero) ha una forma ovale o oblunga, generalmente più lungo dei due segmenti basali, e porta uno stilo in genere composto da due segmenti, di cui quello basale è molto breve. In alcuni asilidi, lo stilo può essere monoarticolato o assente.

Sezione schematica dell'apparato boccale
a: labbro superiore; b: prefaringe; c: palpo mascellare; d: mascelle; e: canale alimentare; f: labbro inferiore.

L'apparato boccale è breve e di tipo pungente-succhiante in entrambi i sessi. Infatti, a differenza di altri ditteri zoofagi, non vi sono differenziazioni fra i sessi nella morfologia dell'apparato boccale e nel regime alimentare. Nel suo insieme l'apparato boccale ha uno sviluppo ridotto in lunghezza, adattato alla funzione di predazione nei confronti di altri artropodi. Le mandibole sono assenti e il canale alimentare è formato dalla contrapposizione delle mascelle al labbro superiore. I palpi mascellari sono allungati o clavati e formati da 1-2 articoli. La prefaringe è lunga e robusta ed è l'organo preposto alla funzione di perforazione e di iniezione della saliva; negli Asilidi è in grado di penetrare anche attraverso il robusto tegumento dei Coleotteri. Il labbro inferiore è lungo e sclerotizzato, con labellum arrotondato o acuto; è conformato a doccia nella faccia dorsale ed accoglie, in fase di riposo, le mascelle e la prefaringe; la faccia ventrale del labium e l'apice del labellum sono provviste di sensilli tricoidei.
Il torace si presenta robusto e compatto ed emerge nel suo sviluppo trasversale rispetto al capo e all'addome. Contrariamente a quanto avviene in molti brachiceri inferiori, sono presenti lunghe setole (macrotrichi) utili ai fini della determinazione tassonomica. Setole di questo tipo sono sempre presenti sul notopleuron (setole notopleurali) e, in due serie, sul mesonoto (setole dorso-centrali, sopralari e postalari). Altre setole sono in genere presenti ancora sul metanoto (setole dorsocentrali). sull'episterno ventrale e all'apice del mesoscutello.
Le zampe sono relativamente lunghe e robuste, con le tibie irte di setole rigide per svolgere la funzione raptatoria. Le ali sono ben sviluppate, spesso relativamente strette; l'alula è in genere bene sviluppata, ad eccezione dei Leptogastrinae e di parte dei Dasypogoninae.
| |  |  |  |
| Schema della nervatura alare nelle varianti più ricorrenti. Legenda: Nervature longitudinali: C: costa; Sc: subcosta; R: radio; M: media; Cu: cubito; A: anale. Nervature trasversali: h: omerale; r-m: radio-mediale; m-m: mediale; m-cu: medio-cubitale. Cellule: d: discale; br: 1ª basale; bm: 2ª basale; r1: marginale; r3: 1ª submarginale; r5: 1ª posteriore; m3: 4ª posteriore; cup: cellula cup. |  |  |  |

La nervatura alare presenta una struttura analoga a quella della maggior parte dei Brachiceri inferiori, ovvero una ramificazione relativamente complessa: radio e media sono suddivise ciascuna in quattro rami; cubito e anale tendono a convergere prima del ramo; le nervature trasversali sono rappresentate dalla radio-mediale, dalla mediale e dalla medio-cubitale, con conseguente chiusura di due cellule basali e della cellula discale, alle quali si aggiunge in genere la chiusura della cellula anale. A fronte dell'omogeneità strutturale si contrappone invece un'eterogeneità della morfologia della nervatura, per la quale non esiste uno schema rappresentativo. Le principali caratteristiche con le possibili varianti, ricorrenti a livello di sottofamiglia o di genere, sono riportate di seguito.
| Terminazione di R2+3: i: confluenza sul margine; ii: convergenza sul margine presso la terminazione di R1; iii: convergenza su R1 con cellula marginale chiusa.                                                       | Vena trasversa settoriale: i: settoriale assente; ii: settoriale ridotta ad un moncone alla base di R4; iii: settoriale completa e confluente su R2+3.                                                                                     |
| Terminazione dei rami posteriori della radio: i: R4 raggiunge il margine presso l'apice, R5 libera; ii: R4 raggiunge il margine prima dell'apice, R5 libera; iii: R5 convergente su M1, 1ª cellula posteriore chiusa. | Terminazione dei rami della media: i: tutti i rami terminano indipendenti sul margine; ii: M3 converge su M4, 4ª cellula posteriore chiusa; iii: M3 converge su M4, 4ª cellula posteriore chiusa, terminazioni dei rami incomplete (raro). |

- La costa si estende per l'intero margine dell'ala, ma in alcuni generi si interrompe in corrispondenza della confluenza dei rami posteriori della radio.
- La radio si suddivide in quattro rami, per mancanza della biforcazione R2+3. Tutti i rami raggiungono in genere il margine, ma in alcune sottofamiglie la vena R2+3 subisce una brusca curvatura confluendo su R1 o molto vicino alla sua terminazione. Il ramo R4 termina in genere prima o in corrispondenza dell'apice dell'ala, mentre R5 confluisce sul margine posteriore o, in alcuni generi, su M1 prima di raggiungere il margine. In alcuni generi, infine, può essere presente una settoriale (r-r) che assume la conformazione di un moncone associato alla base di R4 o di una nervatura trasversa che connette la base di R4 a R2+3.
- La media presenta sempre quattro ramificazioni, di cui le prime tre traggono origine, in genere, dai vertici distali della cellula discale, mentre M4 trae origine dalla base di questa. I quattro rami possono raggiungere individualmente il margine dell'ala, ma si riscontrano sovente anche altre conformazioni: spesso M3 confluisce su M4 formando un ramo terminale comune; in alcuni generi si ha, come si è detto, la convergenza di M1 in un tratto comune con R5; infine, i tratti terminali sono incompleti e non confluiscono in modo netto sul margine.

Conformazione della cellula cup: i: cubito e anale convergenti su un ramo comune, cellula cup chiusa; ii: cubito e anale libere terminanti sul margine, cellula cup aperta.

- La cubito in genere confluisce con l'anale in un brevissimo ramo terminale, ma in alcuni generi le due vene tendono a convergere raggiungendo tuttavia il margine in modo indipendente.
- La radio-mediale è breve e trasversa e raggiunge la cellula discale in varie posizioni.
- La medio-cubitale prende origine, in genere, dal tratto basale libero di M4, ma può anche originarsi dalla base della cellula discale.
- Le cellule basali e la discale sono sempre chiuse. La cup è in genere chiusa. La marginale (r1) è in genere aperta, ma è chiusa o quasi chiusa nei casi in cui il ramo R2+3 devia in avanti confluendo su R1 o presso la sua terminazione. La quarta posteriore (m3) è spesso chiusa dalla convergenza di M3 su M4 e la prima posteriore (r5) è eventualmente chiusa dalla convergenza di R5 su M1. Infine, nei rari casi in cui compare una settoriale completa, la prima submarginale (r3) è suddivisa in due cellule, di cui quella prossimale è chiusa.

L'addome è in genere stretto e allungato, di forma semicilindrica e affusolato agli estremi, a volte claviforme. Nelle specie aposematiche è spesso largo, breve e appiattito, con serie di peli disposte trasversalmente. In genere è composto da 8 uriti apparenti, talvolta 6 o 7, con gli altri facenti parte degli organi di riproduzione.
In alcune tribù il maschio subisce la torsione assiale di 180° dell'estremità addominale, con l'inversione delle posizioni dell'ipandrio e dell'epandrio. Nelle femmine gli ultimi uriti concorrono a formare un ovopositore di sostituzione più o meno sofisticato. Le femmine prive di particolari adattamenti hanno un addome dal profilo posteriore arrotondato, con uriti terminali non allungati e cerci semplici. In altre specie, la parte terminale dell'addome è cilindrica o compressa, con segmenti terminali allungati e strutture accessorie più o meno adattate, come i cerci e processi spinosi o setole, al fine di deporre le uova in substrati specifici. In alcuni casi gli uriti terminali sono cilindrici e telescopici.

### Stadi giovanili

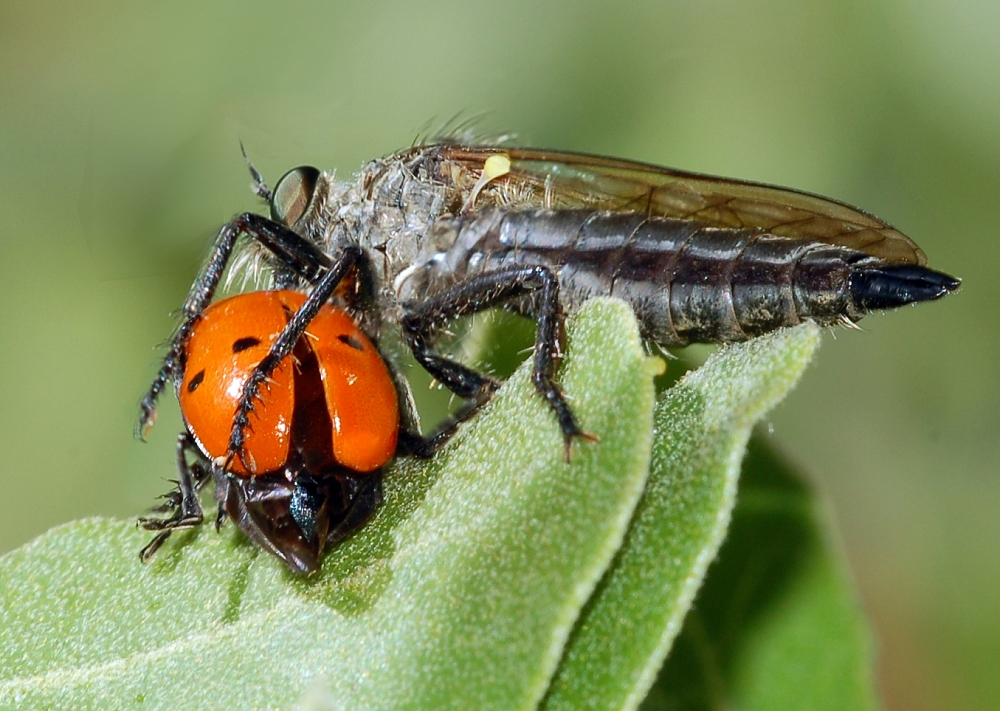
Dysmachus fuscipennis
Asilinae

L'uovo è ialino o pigmentato, di forma variabile dalla sferica all'ovale all'oblunga, fino a raggiungere i 2 mm di lunghezza. La superficie è liscia oppure reca microsculture generalmente poligonali, visibili solo al microscopio elettronico.
La larva è apoda, di forma cilindrica e allungata, più o meno appiattita in senso dorso-ventrale e affusolata alle estremità cefalica e caudale. Il tegumento è di colore bianco o giallastro. Il capo è piccolo, robusto, pigmentato di scuro e ipognato, l'addome è composto da 8 uriti apparenti, con gli ultimi due spesso fusi e più o meno ridotti. L'apparato respiratorio è di tipo anfipneustico, con due paia di stigmi, uno toracico e uno addominale. Sono inoltre presenti stigmi rudimentali e non funzionanti negli altri segmenti addominali.

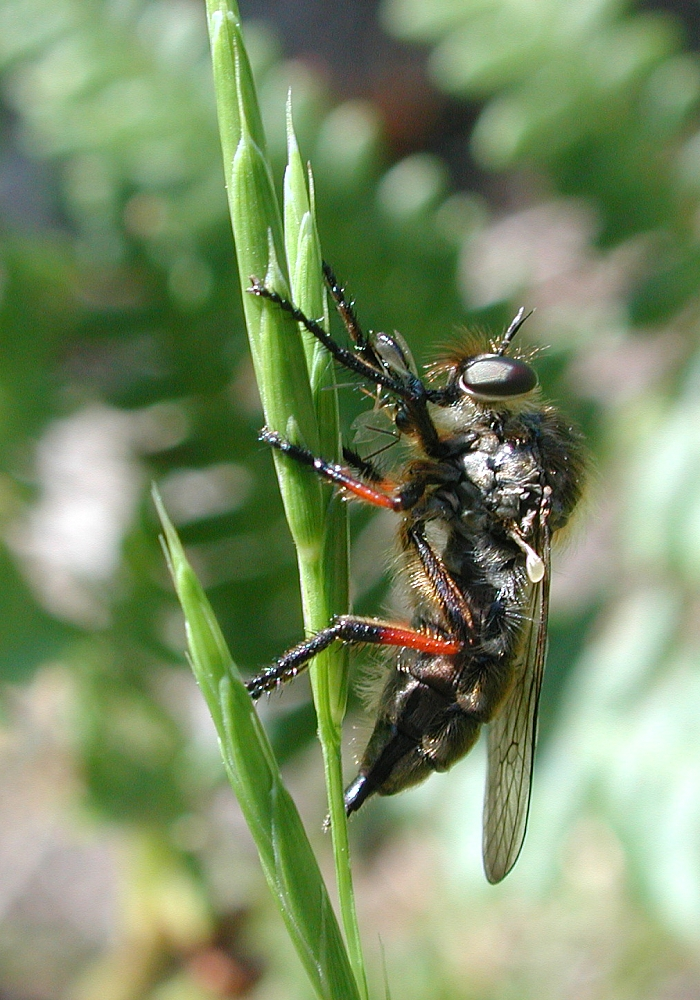
Leptarthrus brevirostris
Dasypogoninae

La pupa è nuda come nella generalità degli Orthorrhapha, exarata e dectica: in altri termini, ha appendici corporee provviste di una cuticola propria e quindi staccate dal resto del corpo e le appendici boccali sono articolate. Questi caratteri, nel complesso offrono all'insetto la capacità di muoversi anche in questa fase. Il capo presenta caratteristici processi frontali scuri, di forma e numero variabili, in generale simili a denti o cornetti. La pupa giovane ha una pigmentazione bianca ma nel tempo diventa più scura con il viraggio al bruno, al grigio, al giallastro.

## Biologia
Il ciclo biologico si svolge in 1-3 anni, con svernamento allo stadio di pupa e sfarfallamento degli adulti in primavera. Lo sviluppo postembrionale si svolge attraverso quattro stadi di larva e uno di pupa. Le larve di prima età si differenziano dagli altri stadi sia per l'etologia sia per il regime trofico e sono riconducibili alla forma mobile, di prima età, delle larve parassitoidi di altre famiglie, dette planidi.

### Etologia delle larve
Le larve della maggior parte degli asilidi conosciuti vivono nel suolo o, nel caso di alcuni gruppi sistematici, in materiale organico in decomposizione, generalmente il legno e la corteccia di alberi morti. In merito al comportamento trofico, la maggior parte della letteratura attribuisce alle larve degli Asilidi l'entomofagia, tuttavia ci sono anche dubbi sulla natura effettiva del regime trofico e sui suoi meccanismi. L'entomofagia di alcune specie era stata in effetti ipotizzata già da alcuni Autori dell'Ottocento, sulla base dei ritrovamenti di larve di asilidi associate a larve di altri insetti, ma MELIN (1923) asseriva che in realtà la predazione fosse occasionale e secondaria rispetto al regime dietetico a base vegetale.

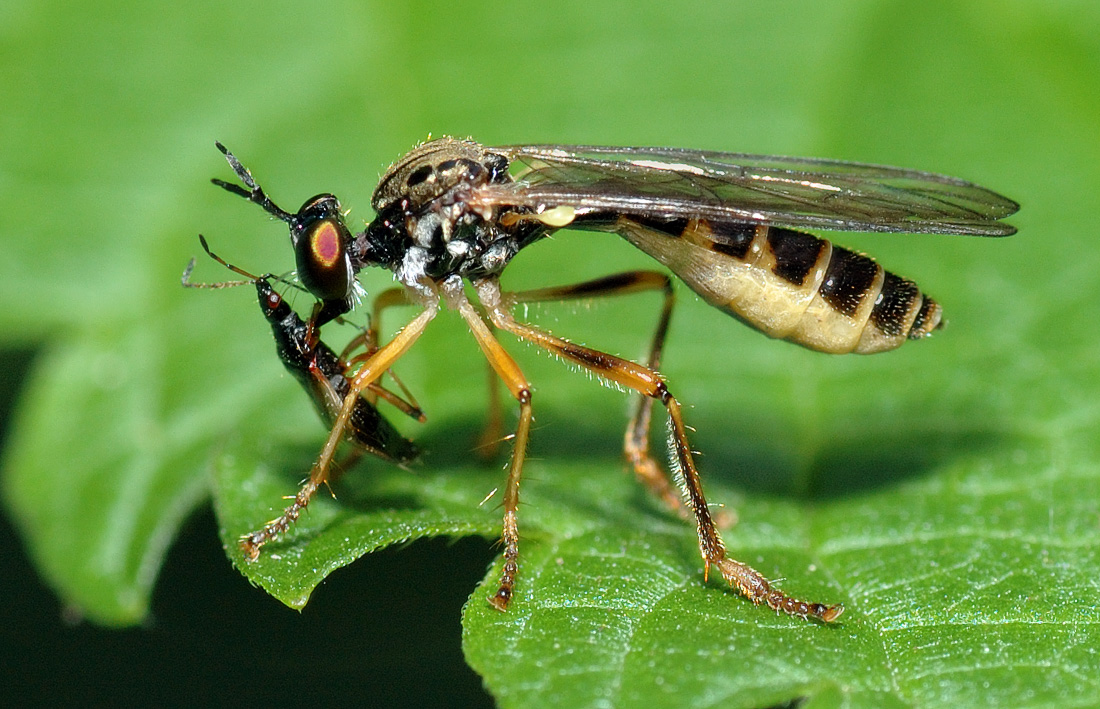
Dioctria linearis
Dioctriinae

Studi più recenti hanno invece confermato l'entomofagia di varie specie estendendo questo comportamento trofico a tutta la famiglia. Meno certo è tuttavia il meccanismo con cui si attua l'entomofagia: in generale si cita come comportamento la predazione, tuttavia per alcune specie assumerebbe i connotati dell'ectoparassitoidismo. MUSSO (1983) ha descritto il comportamento trofico delle larve di Machimus rusticus e la sua evoluzione nel corso dello sviluppo postembrionale: in particolare, le larve di prima età non si alimenterebbero, quelle di seconda età si alimenterebbero a spese di secrezioni da parte di larve di coleotteri aggrediti o meno, fino a provocarne la morte, mentre le larve di terza e quarta età si comporterebbero effettivamente come predatrici. In definitiva il comportamento trofico degli asilidi allo stadio larvale si configura sovente come una forma intermedia fra la predazione vera e propria e l'ectoparassitismo.

### Etologia degli adulti

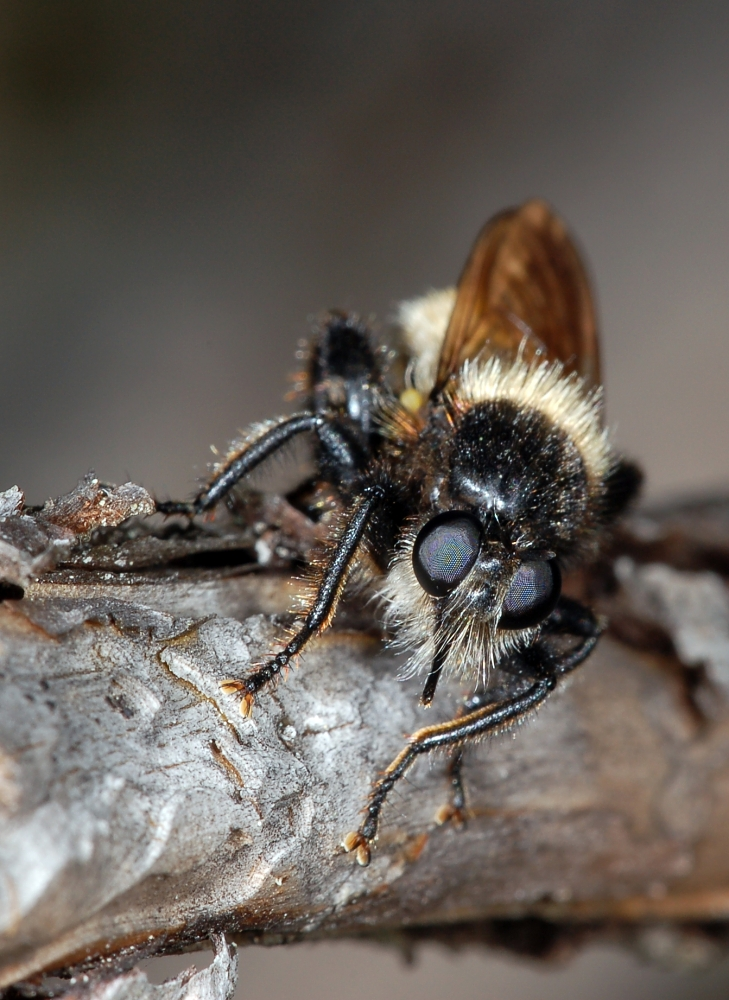
Laphria flava
Laphriinae

Molto più conosciuto e descritto anche nei dettagli è il comportamento degli adulti. In generale, l'attività di predazione degli adulti si concentra nelle ore più calde in spazi aperti e soleggiati, mentre durante la notte si rifugiano fra la vegetazione fitta. Gli Asilidi sono ottimi volatori e, nella maggior parte della famiglia, catturano le prede in volo; si riscontrano tuttavia anche altri comportamenti, con specie che svolgono la predazione su artropodi ambulanti o stazionanti in posizione di riposo. La tecnica di caccia più comune ricorda quella degli uccelli da rapina e spiega probabilmente il nome comune inglese attribuito a questa famiglia: l'asilide, infatti, staziona in agguato in punti strategici della vegetazione, veri e propri posatoi e si lancia sulla preda quando viene individuata. Questo comportamento fa presumere che la vista svolga un ruolo essenziale per l'individuazione delle prede e la loro cattura.
La preda è afferrata con le zampe e immobilizzata a seguito della paralisi provocata dall'iniezione della saliva. L'asilide perfora il tegumento della preda con la prefaringe in punti preferenziali di minore resistenza come gli occhi, la zona membranosa di transizione fra capo e torace (collo) o fra torace e addome, o fra gli urotergiti degli ultimi uriti. Alla perforazione fa seguito l'iniezione della saliva, i cui componenti attivi svolgono due funzioni: le neurotossine provocano la paralisi della vittima, mentre gli enzimi proteolitici provocano il disfacimento e la liquefazione dei tessuti interni; in breve tempo il predatore è in grado di nutrirsi succhiando i fluidi interni attraverso il canale alimentare formato dalla contrapposizione delle mascelle e del labbro inferiore.

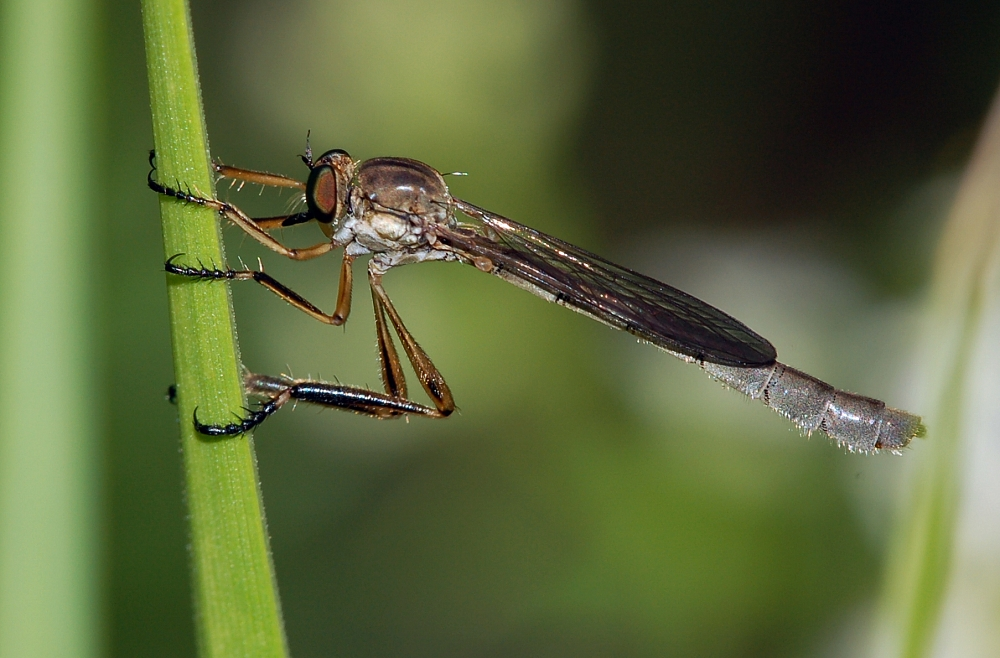
Leptogaster cylindrica
Leptogastrinae

In merito alle relazioni trofiche interspecifiche, esiste un ampio numero di segnalazioni sulle prede catturate da Asilidi. LAVIGNE (2003) ha elaborato una banca dati comprendente oltre 13000 segnalazioni. Le prede degli Asilidi sono prevalentemente rappresentate da altri insetti, per lo più alati, ma sono segnalati anche diversi casi in cui vengono attaccati ragni. Nell'ambito degli insetti, gli ordini che annoverano più frequentemente prede di asilidi sono i Coleotteri, gli Imenotteri, i Ditteri, i Rincoti e i Lepidotteri, con un'ampia gamma di famiglie, ma sono citati anche prede appartenenti a vari altri ordini (Odonata, Neuroptera, Isoptera, Thysanoptera, Blattodea, ecc.).
In merito alla specificità della relazione trofica, WOOD (1981) cita l'esistenza in letteratura di alcuni studi in proposito. Per alcuni generi è stata riscontrata la monofagia, ma più in generale gli Asilidi manifestano una più o meno larga polifagia con comportamenti che variano dalla stenofagia all'eurifagia. Non mancano tuttavia i casi di asilidi stenofagi che all'occorrenza concentrano la loro attività predatoria nei confronti di una specie quando questa forma popolazioni numerose.

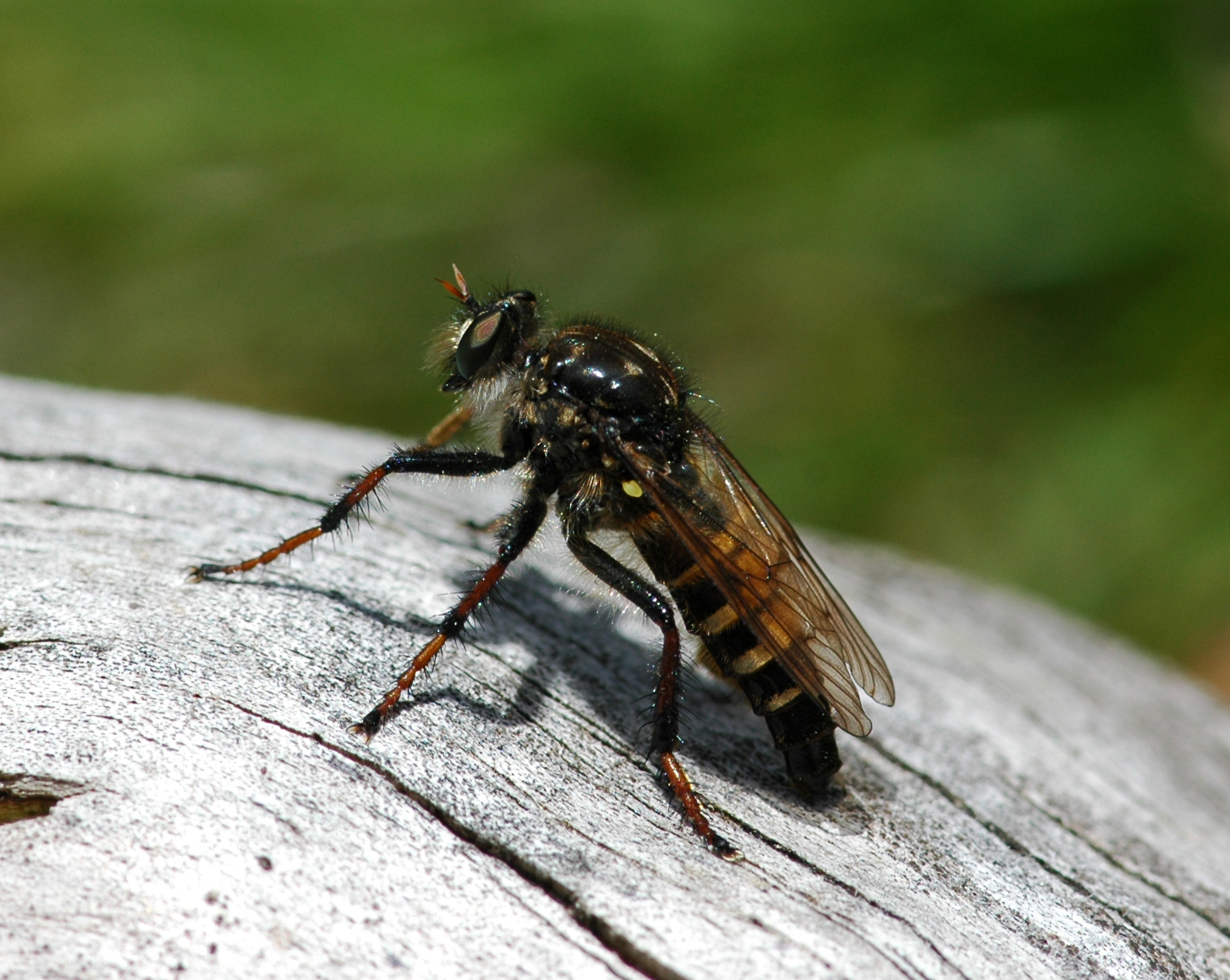
Cyrtopogon ruficornis
Stenopogoninae

Altri studi condotti da DENNIS & LAVIGNE (1975), infine, hanno messo in evidenza che il rapporto fra le dimensioni della preda e quella dell'asilide varia da 1,8:1 a 3,7:1, con una media di 2,6:1. Il rapporto tenderebbe ad aumentare con il diminuire delle dimensioni del predatore. Nel complesso, perciò, gli asilidi sono soliti predare insetti più grandi di loro, di almeno il doppio.
In merito ad un'eventuale ematofagia, in passato si riteneva che gli Asilidi attaccassero anche grandi mammiferi per succhiarne il sangue, ma attualmente non esistono dubbi sulla specifica entomofagia di questa famiglia. Fonti non documentate affermano tuttavia che gli asilidi di grandi dimensioni potrebbero pungere anche l'uomo se disturbati o provocare la morte di uccelli con la loro puntura.

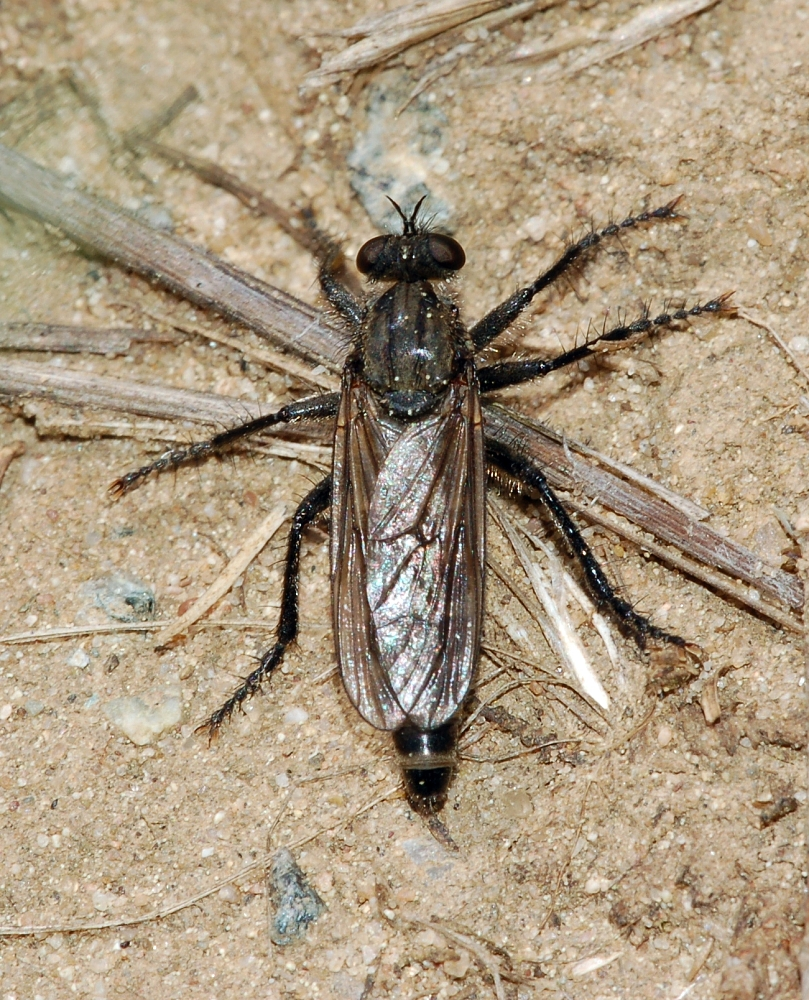
Lasiopogon cinctus
Stichopogoninae

La deposizione delle uova avviene, secondo la specie, con tre differenti comportamenti messi in relazione con la struttura e la morfologia dell'addome. Le femmine con ovopositore indifferenziato rilasciano le uova in modo casuale e indipendentemente dal substrato. Negli altri casi, invece, l'addome differenzia un ovopositore di sostituzione specializzato per deporre le uova nel terreno o nella sabbia, oppure per deporle in cavità all'interno di tessuti vegetali.

## Sistematica
La famiglia degli Asilidi comprende oltre 7000 specie descritte, ripartite fra circa 530 generi. La suddivisione interna in sottofamiglie è subordinata alle future acquisizioni dall'analisi cladistica e attualmente comprende 11 sottofamiglie, alcune delle quali suddivise in tribù:
- Apocleinae. Comprende 65 generi.
- Asilinae. Comprende 109 generi.
- Dasypogoninae. Comprende 68 generi ripartiti fra le tribù Blepharepiini, Dasypogonini, Isopogonini, Lastaurini, Megapodini, Molobratiini, Thereutriini
- Dioctriinae[9]. Comprende 12 generi ripartiti fra le tribù Dioctriini ed Echthodopini
- Laphriinae. Comprende 80 generi ripartiti fra le tribù Andrenosomini, Atomosiini, Ctenotini, Dasylechiini, Dasytrichini, Laphriini, Neophoneini
- Laphystiinae. Comprende 29 generi.
- Leptogastrinae. Comprende 18 generi.

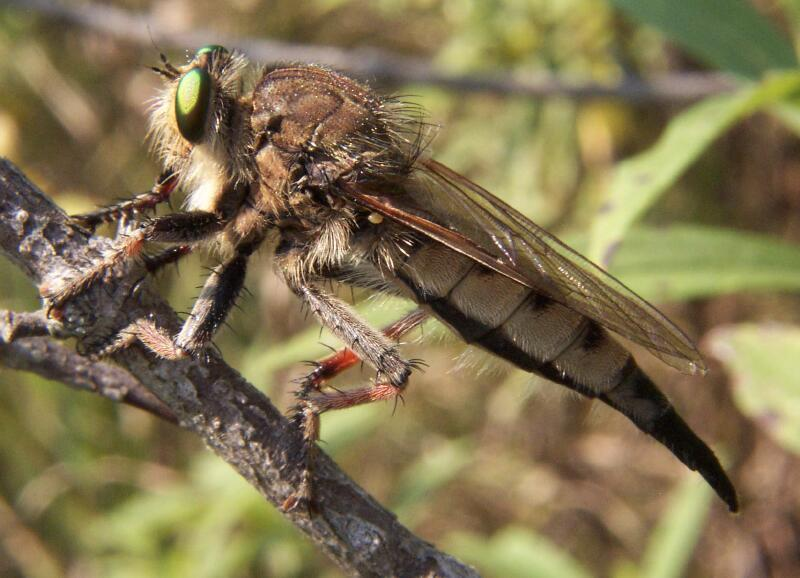
Promachus vertebratus
Apocleinae

- Ommatiinae[10]. Comprende 8 generi.

- Stenopogoninae[11]. Comprende 117 generi ripartiti fra le tribù Acronychini, Bathypogonini, Ceraturgini, Cyrtopogonini, Enigmomorphini, Phellini, Plesiommatini, Stenopogonini, Tillobromini, Willistoninini
- Stichopogoninae[9]. Comprende 11 generi.
- Trigonomiminae. Comprende 11 generi.

Fra le proposte più recenti si cita la revisione di DIKOW (2009), che sulla base della filogenesi interna degli Asilidae. Rispetto allo schema precedente, DIKOW sopprime le sottofamiglie Apocleinae, Laphystiinae e definisce come nuove sottofamiglie Bathypogoninae, Brachyrhopalinae, Phellinae, Tillobromatinae, Willistonininae.

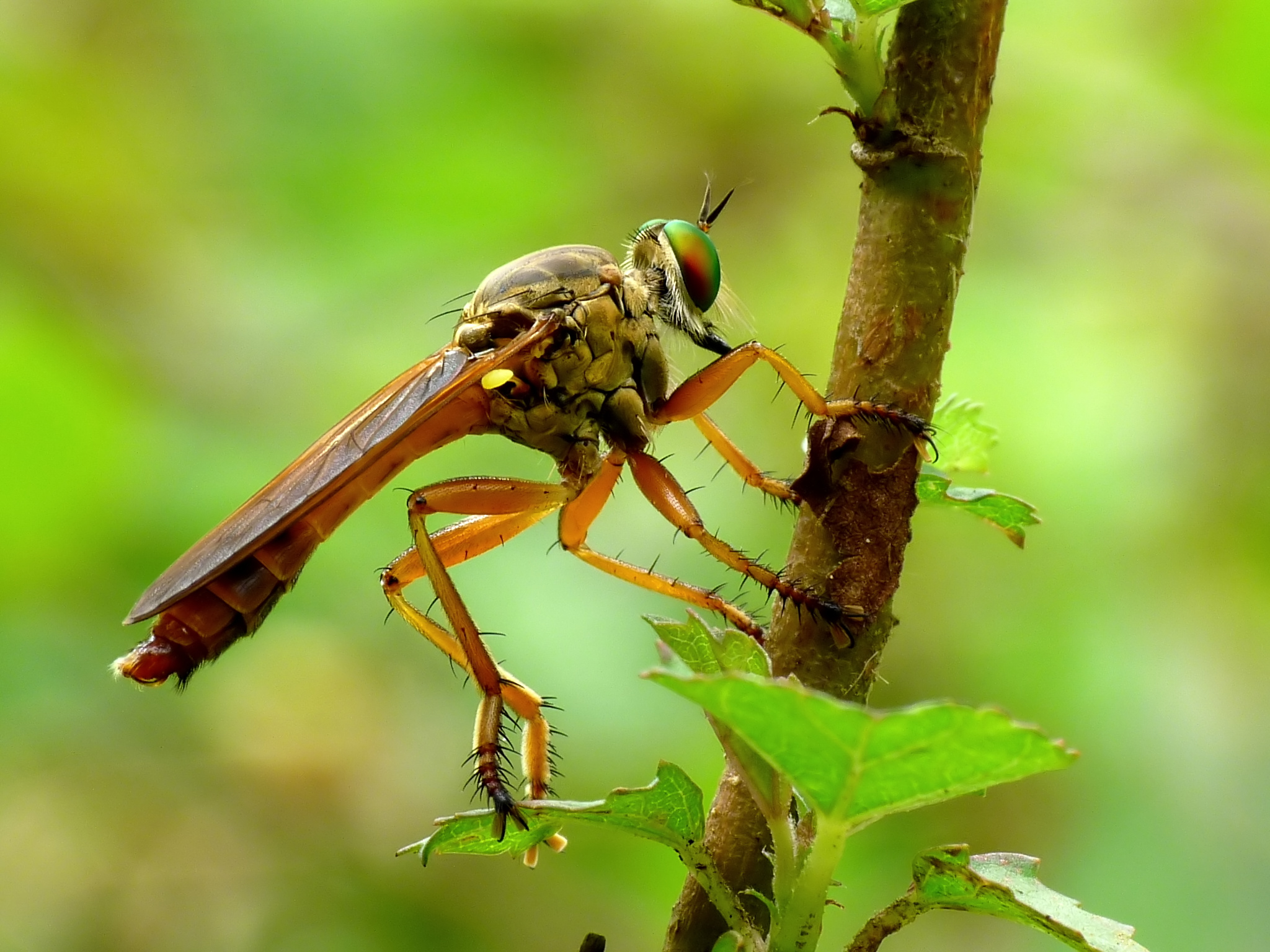
Michotamia aurata
Ommatiinae

## Habitat

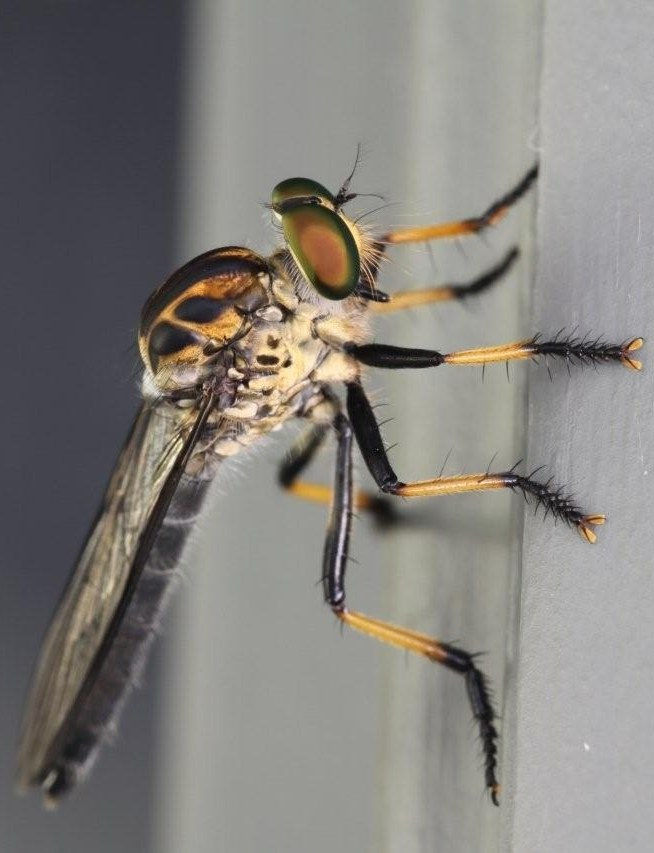
Ommatius sp.
Ommatiinae

Le larve si rinvengono nel suolo e in materiale organico in decomposizione, in particolare nel legno marcescente. Gli adulti si rinvengono in generale in ambienti caldi e aridi quali il deserto, la savana, la steppa, la boscaglia. Gli ecosistemi forestali hanno invece il minor grado di biodiversità e, in questi ambienti, gli Asilidi tendono a concentrarsi nelle radure e nei margini, dove la vegetazione prevalentemente arborea lascia lo spazio ad una copertura composita più ricca di piccoli arbusti e piante erbacee. In definitiva l'ambiente tipico di un asilide è aperto, soleggiato e asciutto, con vegetazione sporadica.
Nonostante il limitato grado di conoscenza della famiglia, nel suo complesso, diversi Autori hanno studiato la distribuzione delle popolazioni in relazione al microambiente nell'ambito di regioni ed ecosistemi più o meno ampi, al fine di individuare modelli comportamentali che permettano una classificazione dal punto di vista ecologico e trofico. Alla luce di questi studi, le diverse specie di asilidi mostrano tendenze preferenziali in merito sia ai siti di predazione sia ai siti di ovideposizione. Non esiste una trattazione omogenea anche perché le conoscenze, al momento, provengono da pochi studi specifici condotti in contesti differenti; in particolare emerge una certa correlazione tra il tipo di copertura floristica e l'etologia della predazione.

## Distribuzione
La famiglia è rappresentata in tutte le regioni zoogeografiche della Terra, ad eccezione dell'Antartide, con penetrazioni anche nella tundra artica e in ambienti montani fino ad oltre 4000 metri di altitudine. Il maggior grado di biodiversità, nell'ambito degli Asilidae, si riscontra nelle regioni calde tropicali e subtropicali e soggette a regimi climatici aridi o semiaridi o con marcata distribuzione stagionale delle piogge.

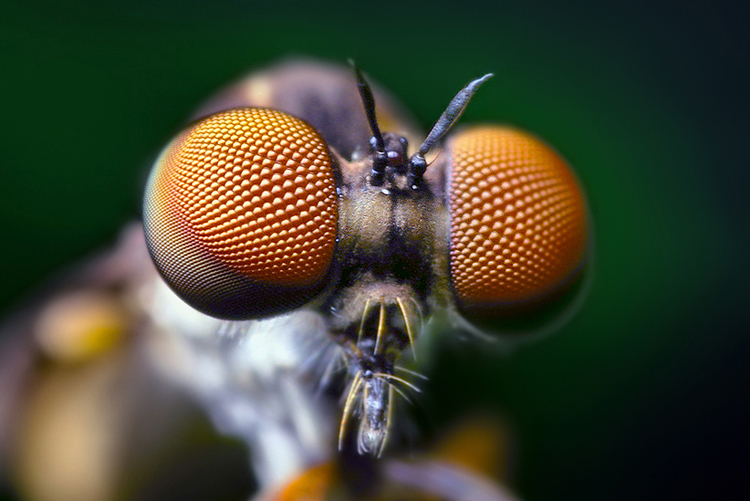
Holcocephala fusca
Trigonomiminae

In Europa sono segnalate oltre 500 specie ripartite fra 87 generi:
- Apocleinae: 15 specie ripartite fra 4 generi.
- Asilinae: 237 specie ripartite fra 33 generi.
- Dasypogoninae: 40 specie ripartite fra 5 generi.
- Dioctriinae: 43 specie appartenenti ad un solo genere.
- Laphriinae: 47 specie ripartite fra 6 generi.
- Laphystiinae: 12 specie ripartite fra 7 generi.
- Leptogastrinae: 14 specie ripartite fra 2 generi.
- Stenopogoninae: 90 specie ripartite fra 16 generi.
- Stichopogoninae: 24 specie ripartite fra 3 generi.

In Italia sono presenti tutte le sottofamiglie europee ad eccezione degli Apocleinae. Complessivamente sono state identificate 135 specie appartenenti a 33 generi:

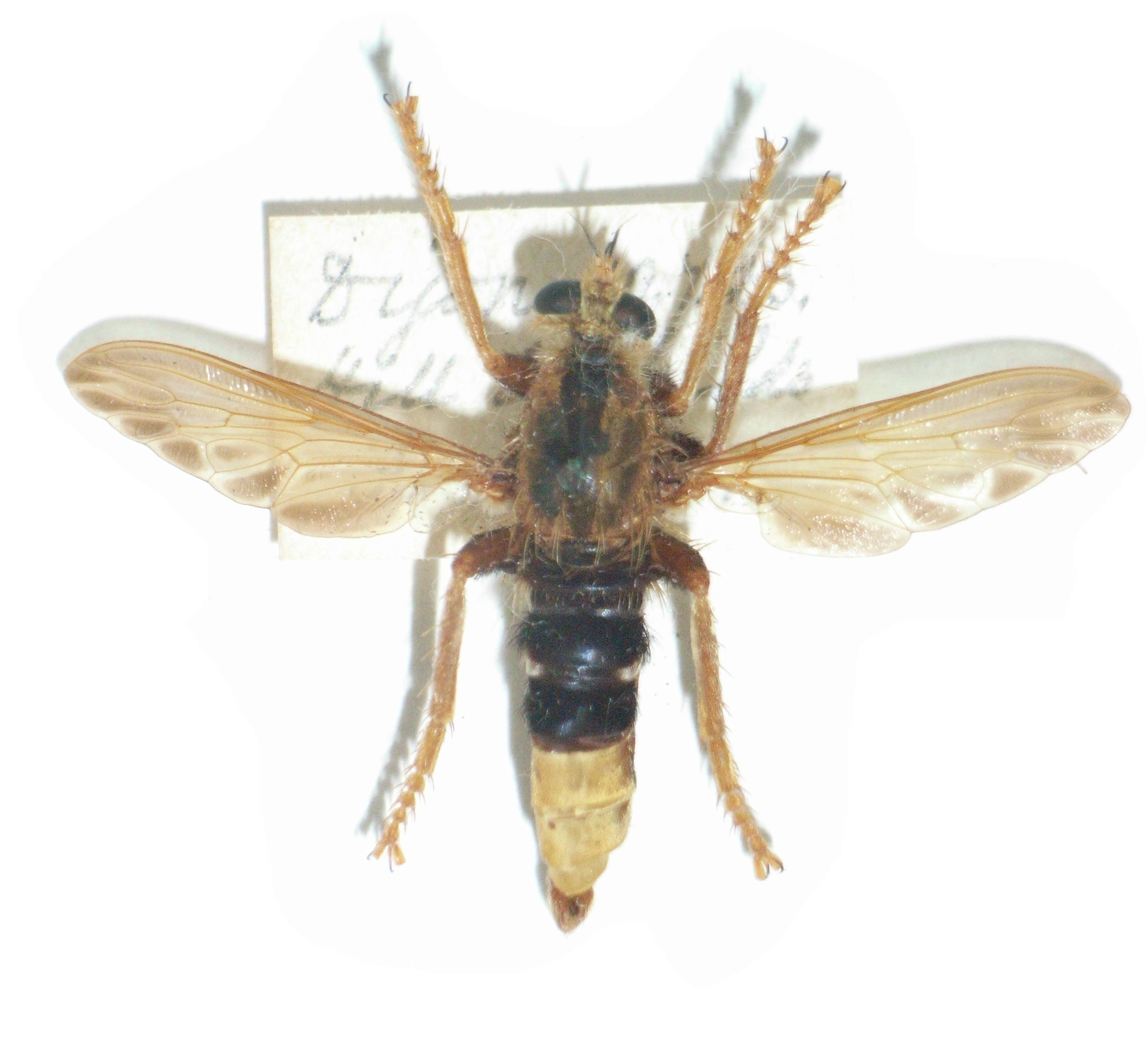
Asilus crabroniformis.

- Asilinae: sono rappresentati da 57 specie ripartite fra 15 generi: Machimus (13 specie), Tolmerus (11), Dysmachus (9), Neomochtherus (5), Neoitamus (4), Eutolmus (3), Antipalus (2), Asilus (2), Cerdistus (2), Antiphrisson (1), Engelepogon (1), Erax (1), Pamponerus (1), Philonicus (1), Stilpnogaster (1). Tre sono le specie endemiche, due in Neomochtherus e una in Neoitamus.
- Dasypogoninae: sono rappresentati da 8 specie appartenenti a tre generi: Saropogon (5), Dasypogon (2), Leptarthrus (1). In Saropogon sono comprese due specie e una sottospecie endemiche.
- Dioctriinae: sono rappresentati da 11 specie appartenenti al genere Dioctria. Tre di queste sono endemiche.
- Laphriinae: sono rappresentati da 22 specie ripartite fra quattro generi: Laphria (con 11 specie), Choerades (7), Andrenosoma(2) e Pogonosoma (2). Due sono le specie endemiche, appartenenti al genere Laphria.
- Laphystiinae: sono rappresentati da 4 specie ripartite fra due generi: Laphystia e Triclis, entrambi con due specie.
- Leptogastrinae: sono rappresentati da 4 specie, di cui una endemica, tutte appartenenti al genere Leptogaster.
- Stenopogoninae: sono rappresentati da 24 specie ripartite fra 6 generi: Cyrtopogon (9 specie), Holopogon (6), Stenopogon (3), Hapropogon (2) Ancylorhynchus (3, di cui una endemica), Pycnopogon (1).
- Stichopogoninae: sono rappresentati da 5 specie, di cui una endemica, tutte appartenenti al genere Lasiopogon.

Fra le specie italiane di maggiori dimensioni si cita Asilus crabroniformis, insetto dalla forma slanciata e dall'addome affusolato, lungo fino a 3 cm.

## Galleria multimediale
- Dioctria hyalipennis
- Laphria flava
- Dioctria atricapilla
- Leptogaster cylindrica
- Tolmerus atricapillus in copula
- Choerades femorata
- Tolmerus cingulatus
- Dioctria sp.